# Нью-Смірна-Біч (Флорида)
Нью-Смірна-Біч (англ. New Smyrna Beach) — місто (англ. city) в США, в окрузі Волусія штату Флорида. Населення — 30 142 особи (2020).

## Географія
Нью-Смірна-Біч розташований за координатами 29°1′46″ пн. ш. 80°57′17″ зх. д. / 29.02944° пн. ш. 80.95472° зх. д. (29.029360, -80.954860).  За даними Бюро перепису населення США в 2010 році місто мало площу 98,02 км², з яких 89,72 км² — суходіл та 8,29 км² — водойми. В 2017 році площа становила 106,02 км², з яких 97,21 км² — суходіл та 8,82 км² — водойми.

### Клімат
| Клімат : Нью-Смірна-Біч                    | Клімат : Нью-Смірна-Біч | Клімат : Нью-Смірна-Біч | Клімат : Нью-Смірна-Біч | Клімат : Нью-Смірна-Біч | Клімат : Нью-Смірна-Біч | Клімат : Нью-Смірна-Біч | Клімат : Нью-Смірна-Біч | Клімат : Нью-Смірна-Біч | Клімат : Нью-Смірна-Біч | Клімат : Нью-Смірна-Біч | Клімат : Нью-Смірна-Біч | Клімат : Нью-Смірна-Біч | Клімат : Нью-Смірна-Біч |
| Показник                                   | Січ.                    | Лют.                    | Бер.                    | Квіт.                   | Трав.                   | Черв.                   | Лип.                    | Серп.                   | Вер.                    | Жовт.                   | Лист.                   | Груд.                   | Рік                     |
| Абсолютний максимум, °C                    | 33,3                    | 31,7                    | 33,3                    | 35,6                    | 37,8                    | 38,9                    | 38,9                    | 38,3                    | 37,2                    | 35,0                    | 31,7                    | 31,1                    | 38,9                    |
| Середній максимум, °C                      | 20,4                    | 21,7                    | 23,8                    | 26,3                    | 29,4                    | 31,5                    | 32,4                    | 32,2                    | 30,6                    | 27,9                    | 24,6                    | 21,4                    | 26,9                    |
| Середній мінімум, °C                       | 8,4                     | 10,0                    | 12,2                    | 14,7                    | 18,4                    | 21,8                    | 22,7                    | 23,0                    | 22,3                    | 18,8                    | 14,1                    | 10,3                    | 16,4                    |
| Абсолютний мінімум, °C                     | −9,4                    | −4,4                    | −3,3                    | 0,0                     | 4,4                     | 11,1                    | 15,6                    | 17,2                    | 11,1                    | 3,9                     | −3,9                    | −7,2                    | −9,4                    |
| Середня кількість сонячних годин на місяць | 217                     | 224                     | 279                     | 270                     | 279                     | 270                     | 279                     | 279                     | 240                     | 217                     | 210                     | 217                     | 2981                    |
| Норма опадів, мм                           | 70                      | 70                      | 108                     | 55                      | 80                      | 148                     | 148                     | 163                     | 177                     | 108                     | 68                      | 67                      | 1262                    |
| Днів з опадами                             | 7,5                     | 7,3                     | 8,2                     | 5,8                     | 6,8                     | 13,3                    | 12,8                    | 14,0                    | 13,5                    | 10,6                    | 7,7                     | 7,5                     | 115,0                   |
| ------------------------------------------ | ----------------------- | ----------------------- | ----------------------- | ----------------------- | ----------------------- | ----------------------- | ----------------------- | ----------------------- | ----------------------- | ----------------------- | ----------------------- | ----------------------- | ----------------------- |
| Джерело: NOAA (extremes 1937–present)      |                         |                         |                         |                         |                         |                         |                         |                         |                         |                         |                         |                         |                         |

## Демографія
Згідно з переписом 2010 року, у місті мешкали 22 464 особи в 11 074 домогосподарствах у складі 6322 родин. Густота населення становила 229 осіб/км².  Було 16847 помешкань (172/км²).
Расовий склад населення:
| - 90,8 % — білих - 5,9 % — чорних або афроамериканців - 1,1 % — азіатів - 0,3 % — корінних американців |

До двох чи більше рас належало 1,4 %. Частка іспаномовних становила 2,8 % від усіх жителів.
За віковим діапазоном населення розподілялося таким чином: 13,9 % — особи молодші 18 років, 54,5 % — особи у віці 18—64 років, 31,6 % — особи у віці 65 років та старші. Медіана віку мешканця становила 54,3 року. На 100 осіб жіночої статі у місті припадало 92,0 чоловіків;  на 100 жінок у віці від 18 років та старших — 90,2 чоловіків також старших 18 років.
Середній дохід на одне домашнє господарство  становив 71 116 доларів США (медіана — 50 950), а середній дохід на одну сім'ю — 83 383 долари (медіана — 62 705). Медіана доходів становила 47 364 долари для чоловіків та 33 357 доларів для жінок. За межею бідності перебувало 14,3 % осіб, у тому числі 23,6 % дітей у віці до 18 років та 9,0 % осіб у віці 65 років та старших.
Цивільне працевлаштоване населення становило 8778 осіб. Основні галузі зайнятості: освіта, охорона здоров'я та соціальна допомога — 24,6 %, мистецтво, розваги та відпочинок — 13,9 %, роздрібна торгівля — 12,4 %.

## Персоналії
- Волтер Майкл Міллер-молодший (1923-1996) — американський письменник-фантаст.